# Shuichi Gonda
Shuichi Gonda (n. 3 martie 1989) este un fotbalist japonez.

## Statistici
| Japonia | Japonia | Japonia |
| An      | Meciuri | Goluri  |
| ------- | ------- | ------- |
| 2010    | 1       | 0       |
| 2011    | 0       | 0       |
| 2012    | 0       | 0       |
| 2013    | 1       | 0       |
| 2014    | 0       | 0       |
| 2015    |         |         |
| Total   | 2       | 0       |